# Кафе Кафе
«Кафе Кафе» (івр. קפה קפה) — мережа кафе в Ізраїлі. У лютому 2010 року у мережі було 112 відділень, тобто на той час це була найбільша мережа кав'ярень у країні, обігнавши мережу Aroma Espresso Bar.

## Історія
Мережу «Кафе Кафе» заснував в 2001 році Ронен Німні. Перша локація відкрилася на площі Масарика в Тель-Авіві.
У 2015 році Тель-Авівський регіональний трудовий суд оштрафував франчайзі мережі на 30 000 шекелів за расову дискримінацію за те, що він відмовився найняти ізраїльсько-арабського стажера на тій підставі, що кафе було кошерним.

У 2016 році близько 12% ізраїльтян сказали, що мережа «Кафе Кафе» була їхньою улюбленою мережею.

## Виноски
1. 1 2  Café Café taking over Israel. Архів оригіналу за 26 лютого 2022. Процитовано 25 лютого 2022.
2. ↑  Cafe fined for refusing to hire Arab [Архівовано 25 лютого 2022 у Wayback Machine.], Times of Israel
3. ↑  Aroma of success [Архівовано 1 грудня 2017 у Wayback Machine.], Haaretz